# Bataille de Tifernum
Troisième guerre samnite
Batailles
La bataille de Tifernum est une victoire militaire de Rome sur les Samnites. La bataille s'est déroulée en 297 av. J.-C. près de l'actuelle ville de Città di Castello, en Ombrie, pendant la Troisième guerre samnite.

## Historique
Les Romains ont envoyé deux armées de 20 000 hommes, commandées respectivement par Quintus Fabius Maximus Rullianus et Publius Decius Mus. Les Samnites, au nombre de 25 000, sont quant à eux dirigés par Gellius Statius, qui espère battre les deux armées romaines l'une après l'autre. Il tend une embuscade aux troupes de Rullianus dans une vallée près de Tifernum mais des éclaireurs romains repèrent l'armée samnite, qui se résout alors à livrer une bataille rangée.
Les Samnites prennent tout d'abord l'avantage, jusqu'à ce que des hastati, commandés par le tribun Lucius Cornelius Scipio Barbatus et envoyés par Rullianus contourner l'armée samnite, ne surgissent par l'arrière, prenant les Samnites à revers. À la vue de ces troupes, les Samnites croient qu'il s'agit des légions de Decius Mus et se débandent. Ils se dispersent rapidement, et les Romains, fatigués par cette lutte difficile, ne les poursuivent pas et font très peu de prisonniers.
Rullianus fait ensuite sa jonction avec Decius Mus, dont l'armée était en réalité bien plus au sud, et les armées des deux consuls ravagent le Samnium pendant cinq mois. Rullianus regagne ensuite Rome pour participer aux élections consulaires, laissant Decius Mus piller le Samnium tandis que les Samnites demandent l'aide des Étrusques.

## Sources
- Tite-Live, Histoire de Rome, Livre X, 14